# Ruine Wulp
Die Ruine Wulp ist die Ruine einer Höhenburg im Küsnachter Tobel bei 570 m auf einem Geländesporn oberhalb Küsnacht am Zürichsee. Die Überreste der einstigen Burg Wulp stammen in ihrer jetzigen Form aus dem Hochmittelalter.

## Name
Erstmals taucht der Name in der um 1460 verfassten Klingenberg-Chronik auf: wurp by küssnacht. In der Brennwald-Chronik um 1520 wird die vesti Wulsch zuo Küsnach am Zürichsee erwähnt. Der Name «Wulp» in der heutigen Form erscheint erstmals 1548 in der Chronik von Brennwalds Schwiegersohn Johannes Stumpf. Heinrich Boxler deutet den Namen Wulp als Ableitung des althochdeutschen hwarb «Drehung» in der Bedeutung von «gedrehter Hügel», die in der stark erodierten Gegend des Küsnachter Tobels zahlreich sind. Die Lautverschiebung von r zu l sei nicht aussergewöhnlich.
Im Steuerbuch der Stadt Zürich erscheint in der Zeit um 1400 mehrmals der Name einer Familie Wulper, die einen vermutlich zur Burg gehörigen Hof auf der heute noch so genannten Wulpwiese bewirtschaftete. So ist es denkbar, dass sich der Name vom Hof der Wulper auf der Wiese auf die Burg übertrug.
In der Kantonskarte von Jos Murer von 1566 sind oberhalb Küsnacht zwei Burgen eingetragen: die Balb und die Wurp, wobei der Platz mit der heutigen Ruine Wulp die Bezeichnung Balb trägt; mit Wurp war eine Stelle auf der anderen Seite des Tobels zwischen Itschnach und Zumikon bezeichnet. Erst in der Karte von Hans Conrad Gyger von 1667 ist die Wulp richtig eingetragen; die Balb zeichnete Gyger oberhalb Erlenbach ein – wobei unsicher ist, ob dort jemals eine Burg stand.
Denkbar ist, dass die urkundlich nachgewiesenen Herren von Balb vor der Zerstörung der Wulp 1267 selber dort sassen, sich dann aber einen eigenen Sitz mit eigenem Wappen errichteten, was bei Murer zur Verwechslung geführt haben könnte. 1692 erwähnt Hans Erhard Escher in seiner Beschreibung des Zürich Sees: Ob den Dorf […] sihet man / wo das schöne und veste Schloss Wurp / oder Wulp gestanden, so die von Balb von den Freyherren von Regensberg zu Lehen besessen …
|  |  |

## Wappen

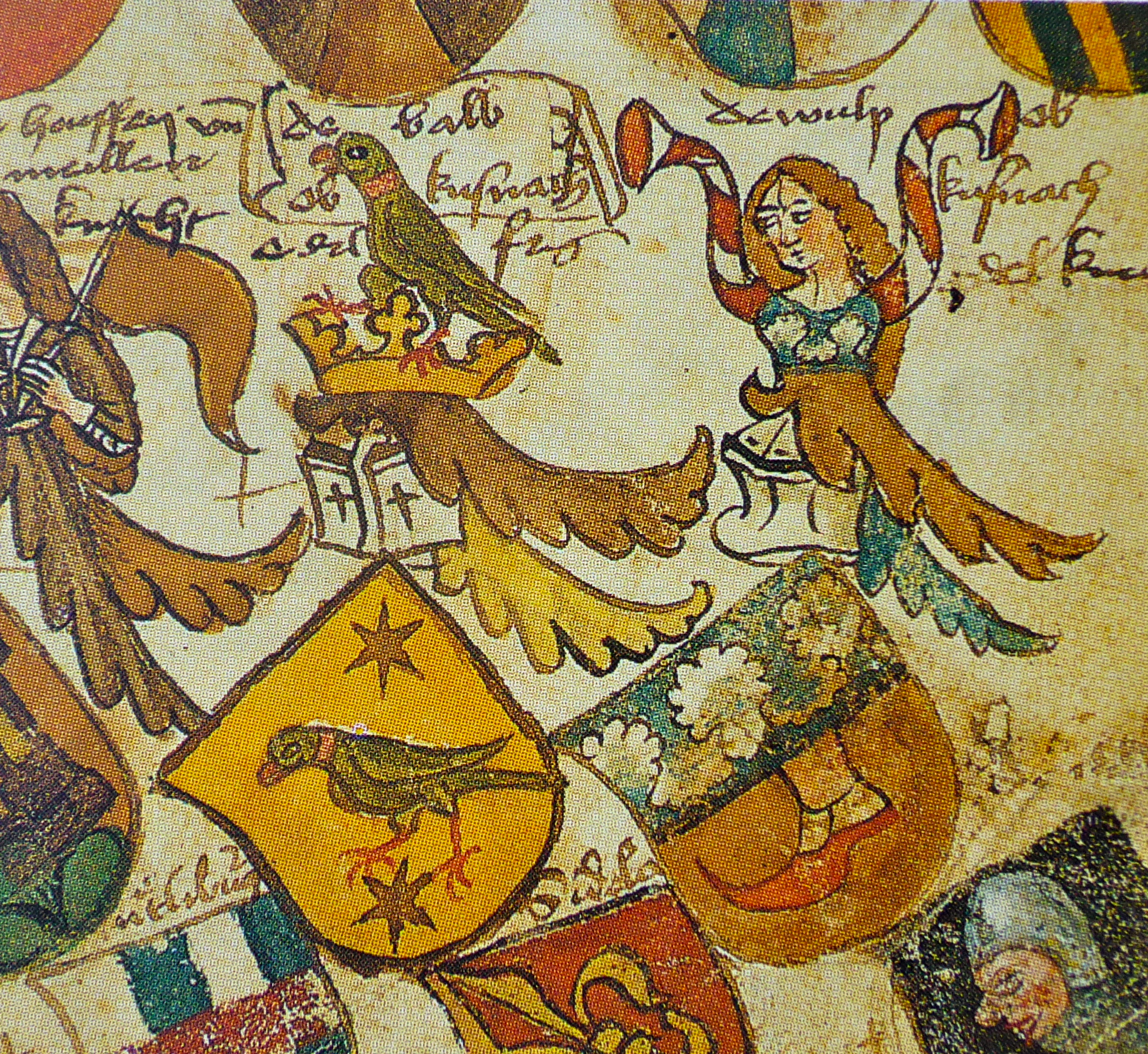
Rechts das Wappen der Herren von Wulp, links das Wappen derer von Balb

Im Wappenbuch von Gerold Edlibach findet sich ein Wappen der Herren von Wulp; ein mit einem Schnabelschuh bekleideter Fuss senkt sich aus den Wolken gegen die Erde. Murer und Gyger übernahmen das Wappen für ihre Karten; Murer zeichnete es seitenverkehrt.
Das Wappen geht auf eine Äusserung von Lütold von Regensberg zurück, der auf der Wulp von Rudolf von Habsburg belagert wurde: Hett ich ein fuoss in dem himel und den anderen uf der erden, so wolt ich den einen fuoss herab tun, unz (bis) ich gesech, ob die burg jemants gewunnen möcht.

## Geschichte

### Urkundliche Erwähnungen

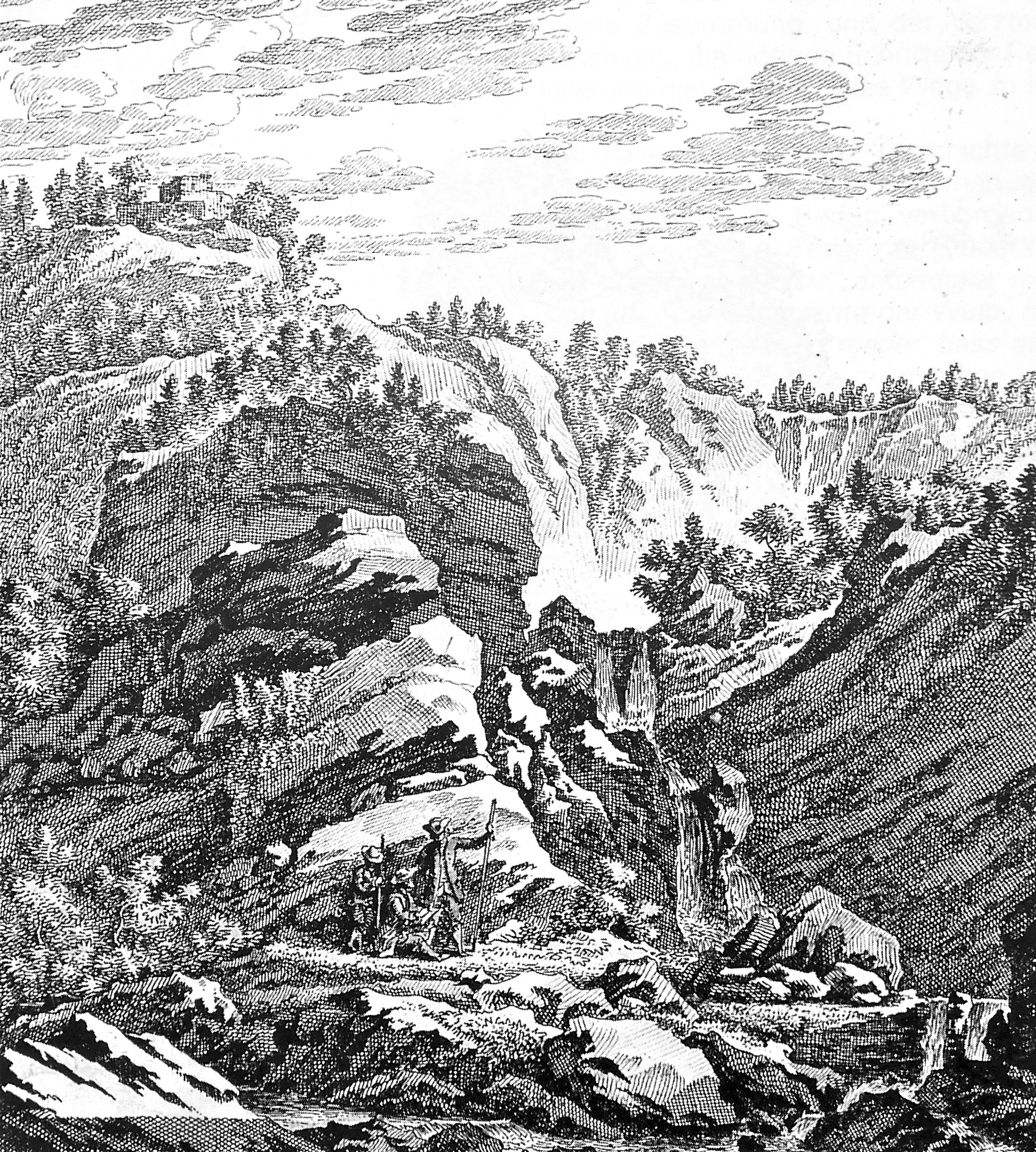
Zeichnung von Johann Balthasar Bullinger

Über die Entstehung Burg Wulp gibt es keine Unterlagen. In den Acta Murensia, der Chronik der Gründung des Klosters Muri aus dem 12. Jahrhundert, wird ein Eghardus de Chüsnach erwähnt, der um 1095 eine Burg in der Nähe des Zürichsees besessen haben soll. Ob damit die Burg Wulp gemeint war, ist unklar.
Deutlicher ist ein Besitzverzeichnis der Familie der Mülner aus dem Jahr 1336, in dem ein Burgguot ze Kusenach erwähnt wird. Ob damit die Wulp gemeint war, ist auch hier nicht eindeutig feststellbar; es könnte auch das Höchhus Küsnacht gemeint gewesen sein, das damals im Besitz der Mülner war.
Hans Gloggner erwähnt seiner 1432 verfassten Chronik der Stadt Zürich, dass am 25. Mai 1267 Graf Rudolf von Habsburg zusammen mit der Stadt Zürich während der Regensberger Fehde eine Burg bei Küsnacht belagerte und eroberte. Hier ist anzunehmen, dass es sich dabei um die Wulp handelte, auch wenn der Name nicht genannt wird. Eine weitere Chronik aus dem Jahr 1466 bestätigt dies: Darnach laitend sich die von Zürich für die burg zu Küssnach uf dem Tobel. Die Zerstörung der Burg erwähnt auch Hans Erhard Escher: Schloss Wulp […], welches A. 1268 von den Züricheren / mit hilff Graf Rudolffen von Habspurg belegeret / eingenommen / und in den Grund zerstöhrtet worden.
Eine erste Beschreibung verfasste Johannes Stumpf in seiner Chronik von 1548: Nun erscheinet aber noch ein Schlosz ob den Dorff Küssznach im Wald / so man auff Guldinen oder gen Egk (Egg) hinüber wandlet / auf der rechten seyten neben dem Weg / werden noch gesehen die gräben vnd verfallenen Mauren einer grossen und herrlichen bevestigung / wie wirt in den alten Zürichercronicken genannt Wuolp oder Wuorp.

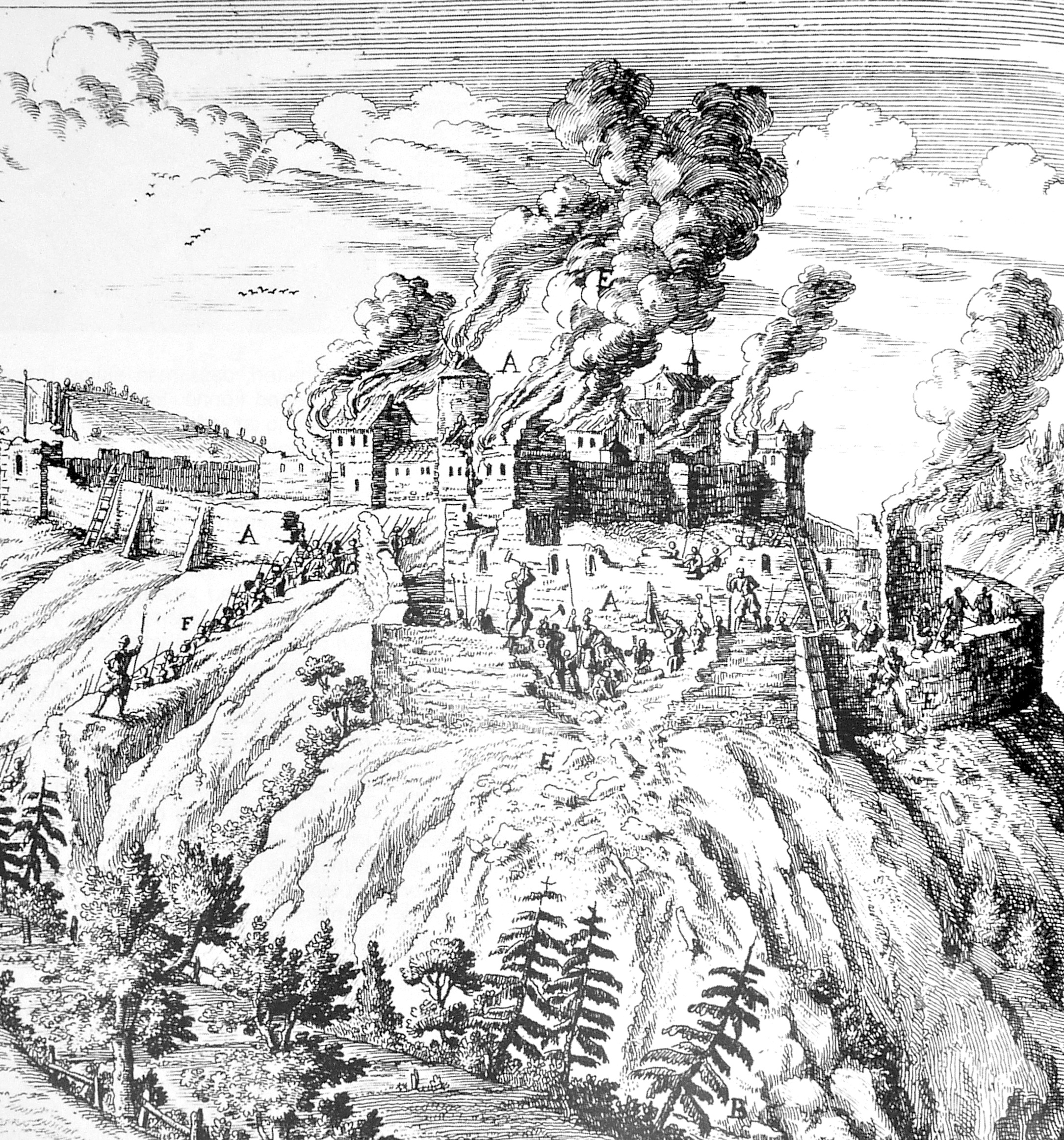
Die Zerstörung der Wulp 1268. Zeichnung von Johann Melchior Füssli

Die legendäre Zerstörung der Wulp regte im 18. Jahrhundert die Fantasie der Künstler an. Ein Beispiel dafür ist eine dramatische Darstellung von Johann Melchior Füssli, die am Neujahrstag 1717 erschien. Es zeigt die Wulp als grossen Gebäudekomplex, der soeben vom abziehenden Grafen Rudolf von Habsburg und seiner Mannschaft zerstört wurde. Der Titel lautete Das Schloss Wurp oder Wulp bey Itschnen in dem Küsnachter Berg dem Frei Herren von Regensberg zuständig ward von den Zürichere  unter anführung Graaff Rodolph von Habsburg eingenommen und zerstört.
Nach ihrer Zerstörung oder Aufgabe um 1270 verfiel die Burg. Heinrich Zeller-Werdmüller berichtete 1895, dass er von der Burg nichts mehr gesehen habe, dass aber 50 Jahre zuvor noch ansehnliche Trümmer des Turmes zu sehen gewesen sein sollen.

## Grabungen

### 1920–1923

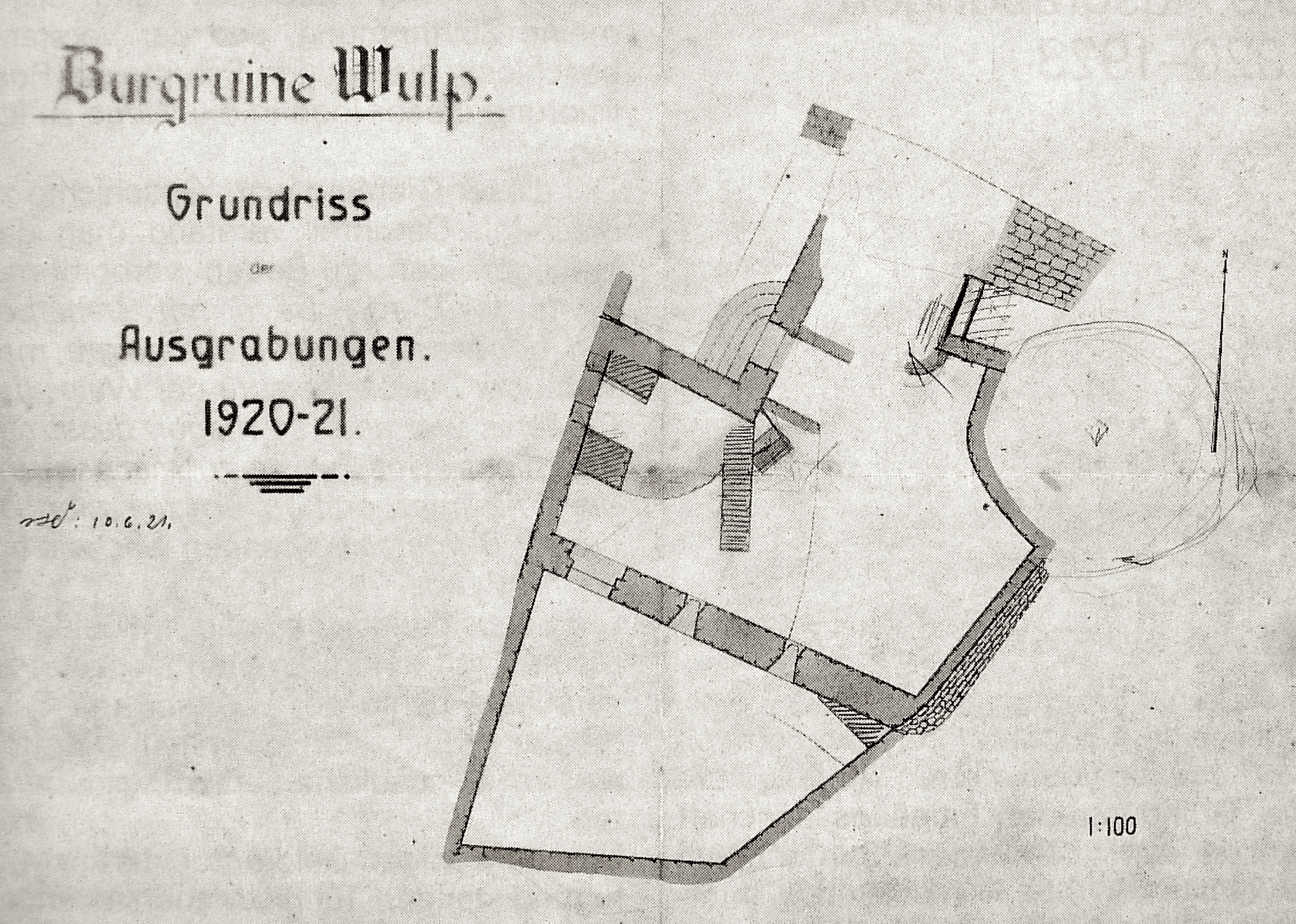
Plan der Anlage von 1921

Am 31. Januar 1918 schlug der Präsident des Verschönerungsvereins Küsnacht Jacques Bruppacher vor, die Ruinen der Burg Wulp im Tobel freizulegen. Um Kosten zu sparen, sollte jeweils am Samstagnachmittag freiwillige Fronarbeit durch die Mitglieder des Vereins geleistet werden. Am 30. August 1919 bewilligte die Holzkorporation Küsnacht als Eigentümerin des Hügel die Grabung und am Samstag, 8. Mai 1920 begannen die Grabungen. Als neben den Fundamentresten eines Turms auch eine mehrteilige Burganlage zum Vorschein kam, wurden die Arbeiten bis zum September 1923 fortgesetzt. Am 24. Mai 1924 wurden die Ruinen offiziell der Öffentlichkeit übergeben. An 106 Samstagnachmittagen wurde rund 2100 Stunden gearbeitet. Die Kosten von 6000 Franken wurden zum grössten Teil zur Sanierung der Mauern verwendet. Beiträge kamen von der Antiquarischen Gesellschaft Zürich, vom Kanton Zürich und vom Bund. 1923 wurde die Anlage unter Bundesschutz gestellt.

#### Ergebnisse

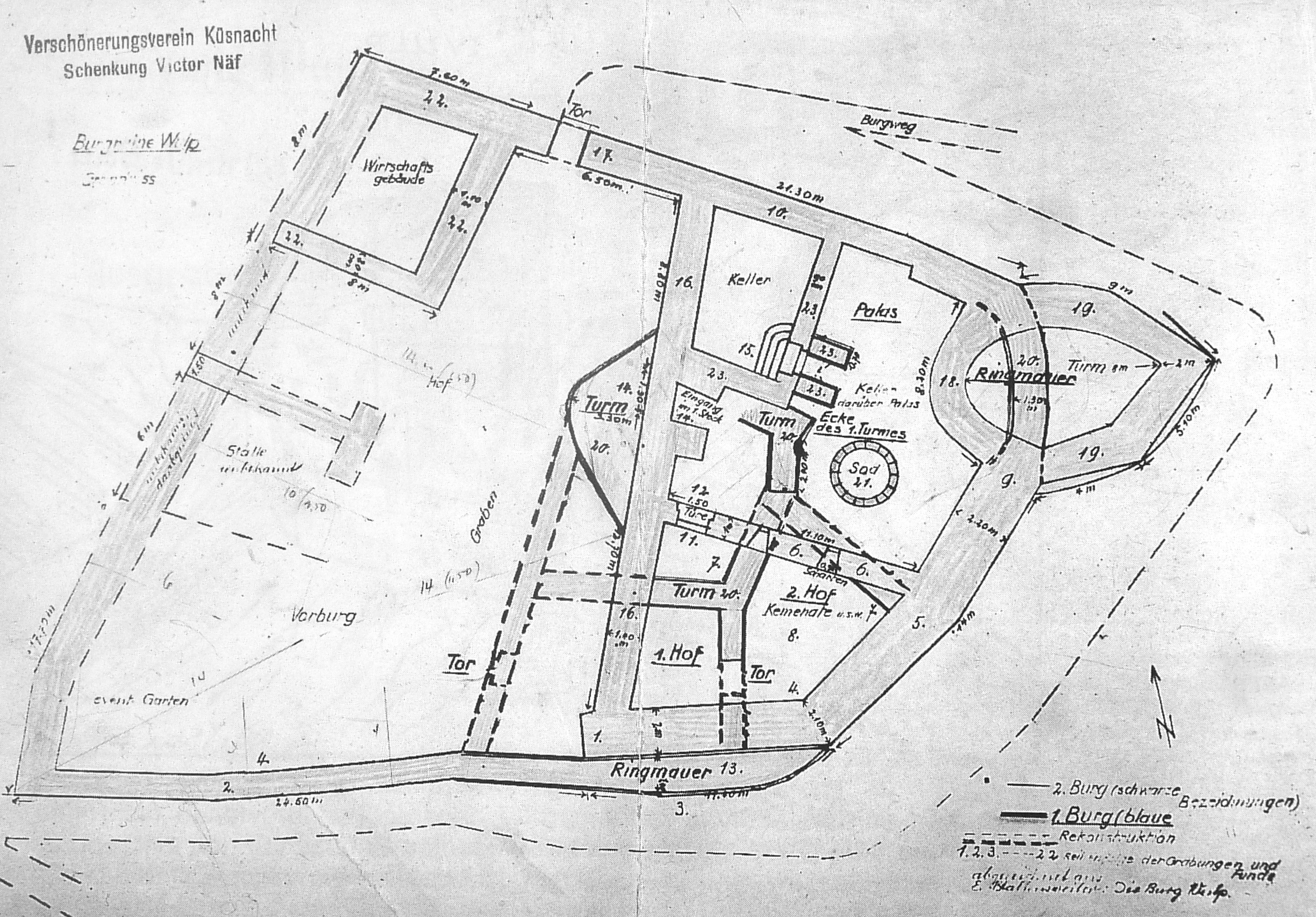
Grundrissplan von 1923

Nach Abschluss der Arbeiten wurde 1923 ein Grundrissplan erstellt, auf dem alle festgestellten Mauerzüge eingezeichnet waren. In einem kleinen Notizheft mit dem Titel «Wulpgrabungen» sind neben den Namen der Mitwirkenden stichwortartig auch die Fundgegenstände erwähnt; auch deren Fundorte wurden im Plan eingetragen. Die Notizen sind jedoch zu knapp, um Schlussfolgerungen aus den Ergebnissen der Grabung ziehen zu können. Trotzdem geht aus ihnen hervor, dass es sich bei der Wulp um eine mehrteilige Anlage handelte, die in mindestens zwei Bauphasen erstellt wurde. Von der ersten Burg blieb an der höchsten Stelle des Hügels das Fundament des mächtigen Viereckturms erhalten, an den sich südlich und östlich weitere Mauern anschlossen. In den untersten Lagen betrug die Mauerdicke rund 3,2 Meter.
Die ältere Anlage wurde später abgebrochen und durch eine neue ersetzt. Eine weitläufige Ringmauer umgab die neue Anlage. Der Zugang erfolgte durch die Nordseite der Ringmauer.

### 1961–1962
Nach 40 Jahren unter freiem Himmel drohten die Mauerkronen und Mauerreste wieder zu zerfallen. Der Küsnachter Architekt Christian Frutiger schlug deshalb vor, die Mauern erneut zu sichern und sie zudem durch seitliche Erdanschüttungen vor Frost und Nässe zu schützen. Zudem sollten die 1922/23 gefundenen Mauerreste erneut ausgegraben werden, um sie genauer untersuchen zu können. So begann im Sommer 1961 eine Gruppe von Pfadfindern unter der Leitung Frutigers mit den Freilegungsarbeiten, die bis im November dauerten. Die Sanierungsarbeiten an den Mauern nahmen Arbeiter der Baufirma C. Sander aus Küsnacht vor. Sie sicherten die Mauerkronen mit modernem Mörtel und entfernten den Schutt aus dem Sodbrunnen. Mit der wissenschaftlichen Leitung wurde der Burgenforscher Karl Heid aus Dietikon betraut.

#### Ergebnisse
Die Grabungen ergaben, dass es zwischen den bereits bekannten Anlagen eine dritte Bauphase gegeben haben muss.
- Die älteste Burg bestand aus wenigen an der Ringmauer angelehnten Steingebäuden. Eine zeitliche Zuordnung ist ungewiss.
- Zur zweiten Phase gehört der massive Viereckturm sowie vermutlich die Zisterne und ein Gebäude in der Nordwestecke. Zeitlich wird diese Anlage um 1200 datiert.
- Während der dritten Bauphase wurde der Turm bis auf die Fundamente abgebrochen. Über die Ringmauer wurde auf der Ostseite rittlings ein Rundturm aufgesetzt. Der von der Mauer umschlossenen Raum wurde in der Mitte durch eine Quermauer geteilt: im Osten lag der überbaute Teil mit Palas und weiteren Räumen, im Westen die abgesehen von einem Gebäude in der Nordwestecke unbewohnte Vorburg.

Nach wie vor galt als sicher, dass die Burg 1267 durch Rudolf von Habsburg gestürmt und zerstört wurde, obwohl die archäologischen Befunde kein eindeutiges Bild einer gewaltsamen Zerstörung ergaben.

### 1978

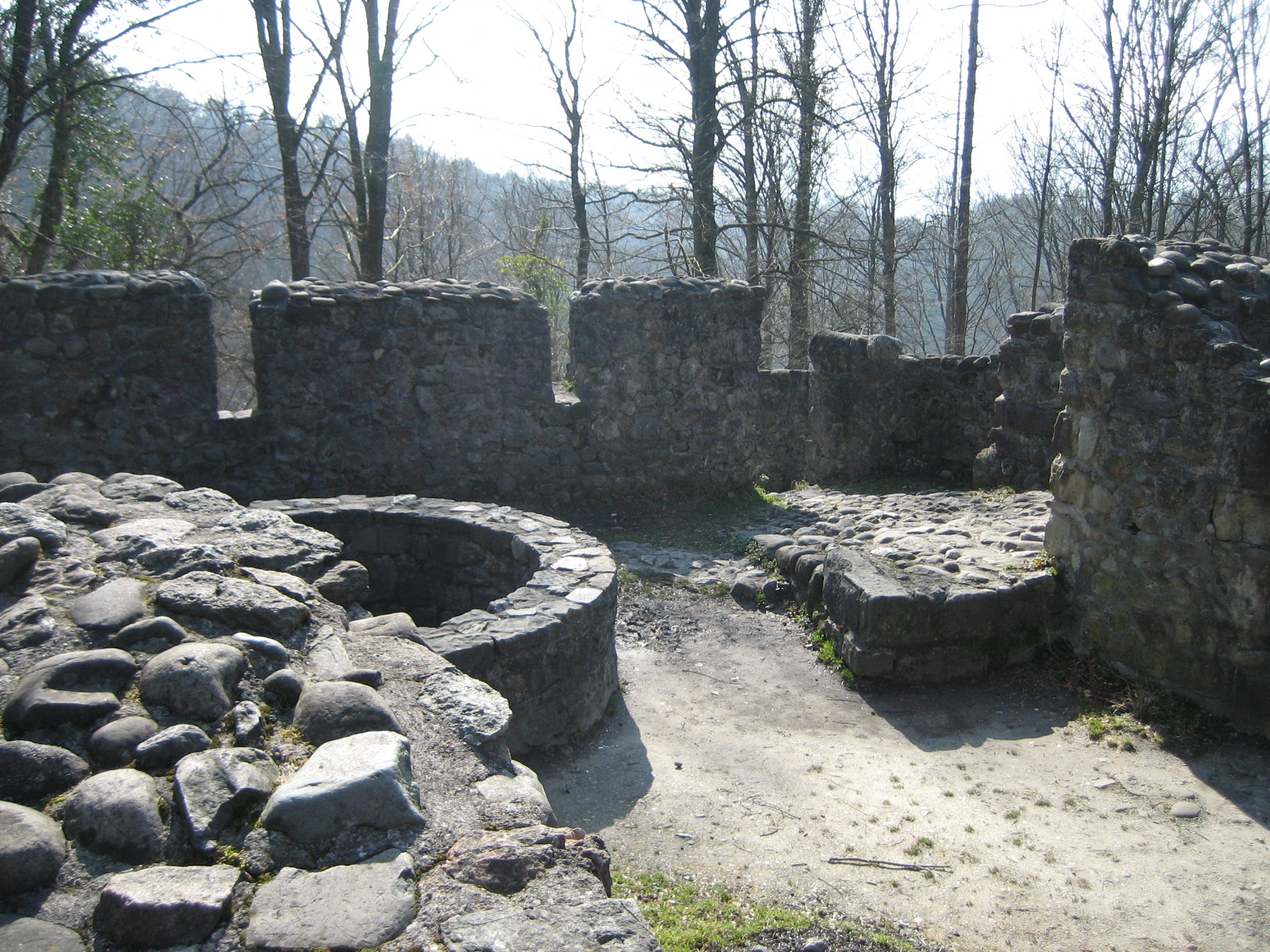
Ruine Wulp

Um die Bäume im Westen des Areals zu schonen, hatte man dort bei der letzten Sanierung auf Sicherungsarbeiten verzichtet. Eingedrungenes Wurzelwerk hatte jedoch im Laufe der Jahrzehnte zu Schäden an den Mauern geführt, die einzustürzen drohten und saniert werden mussten. Das Sanierungsprogramm erarbeitete wiederum Christian Frutiger. Auch diesmal wurde mit Hilfe von Pfadfindern gearbeitet, die am Fuss des Burghügels die heruntergefallenen Steine einsammelten und hochtrugen.
Das Fundament der äussern Umfassungsmauer wurde freigelegt und stabilisiert. Eingestürzte Mauern wurden mit Bollensteinen neu aufgemauert, der Kern wurde mit Beton gefüllt.

#### Ergebnisse
Es zeigte sich, dass für den Bau der Ringmauer zahlreiche Steine aus dem alten Turm im Zentrum der Anlage sowie Steine von Fenster- und Türgewänden verwendet worden waren; die Ringmauer musste also nachträglich aus Bausteinen einer älteren Burg errichtet worden sein.
Ein Rätsel bot der ovale Turm mit gerader Prallkante, der im Osten auf die Ringmauer gesetzt wurde; aus der schweizerischen Burgengeschichte ist aus jener Zeit kein weiteres Beispiel eines derartigen Turmes bekannt. Da Prallkanten mit dem Aufkommen von Feuerwaffen begründet wurden, schloss Frutiger, der Turm und damit die Anlage müssten nach der Zerstörung von 1267 wieder aufgebaut worden sein. Als Bauherren bezeichnete er die Ritter Mülner von Zürich. Heute sprechen andere baugeschichtliche Beobachtungen für eine Erbauung nach der Mitte des 13. Jahrhunderts. Möglicherweise handelt es sich um das früheste Beispiel einer Rundturmes mit Prallkante in der schweizerischen Burgengeschichte.

### 1980–1982
Da die Grabungen von 1962 keine aufschlussreichen Funde erbracht hatten, entschloss sich der Verschönerungsverein Küsnacht 1979, im westlichen Teil des Areals eine erneute Grabung in Auftrag zu geben. Im Sommer 1980 wurde das Gebiet in 11 Flächen von 4 × 4 Metern aufgeteilt, jeweils durch einen rund 1,5 Meter breiten Steg getrennt. In den Sommern 1981 und 1982 wurden die Arbeiten nach einem vereinfachten Prinzip inner- und ausserhalb des Areals mit Sondiergräben fortgesetzt.

#### Ergebnisse
Die Grabungen führten zu zwei überraschenden Ergebnissen: Die Fundamente der Umfassungsmauern lagen tief in der bisher als gewachsen angesehenen Mergelschicht 3,2 Meter unter der heutigen Oberfläche; die Schicht musste also eingebracht worden sein, um die unebene Oberfläche des Hügels zu planieren. Zudem stiess man unter dieser Schicht auf weitere Mauerreste sowie in einer Mauerecke auf eine dünne Brandschicht. Mit Hilfe der C14-Methode konnte sie in das 8. Jahrhundert datiert werden. Vermutlich dienten die Mauern als Fundamente, auf denen einfache Fachwerkbauten errichtet wurden.
Zudem stiess man auf der Nordwestecke des Hügels auf Scherben aus der Spätbronze- und Römerzeit.

## Siedlungsgeschichte
Nach 70 Jahren Forschung auf der Wulp lassen sich bezüglich der Siedlungsgeschichte folgende Erkenntnisse zusammenfassen:

### Bronzezeit
Die Scherben aus der späten Bronzezeit sind die ältesten Spuren einer Besiedlung auf dem Hügel. Siedlungsspuren wurden keine gefunden; falls je vorhanden, wurden sie bei den tiefgreifenden Erdbewegungen während der Bauarbeiten im Mittelalter beseitigt.

### Römerzeit
Auch hier fehlen trotz Funden von Münzen und Keramikscherben konkrete Spuren einer Besiedlung. Eine grössere Anzahl von Fragmenten von Hypokauströhren sprechen für Gebäude auf dem Hügel, deren Reste jedoch ebenfalls im Mittelalter beseitigt wurden.

### Frühmittelalter

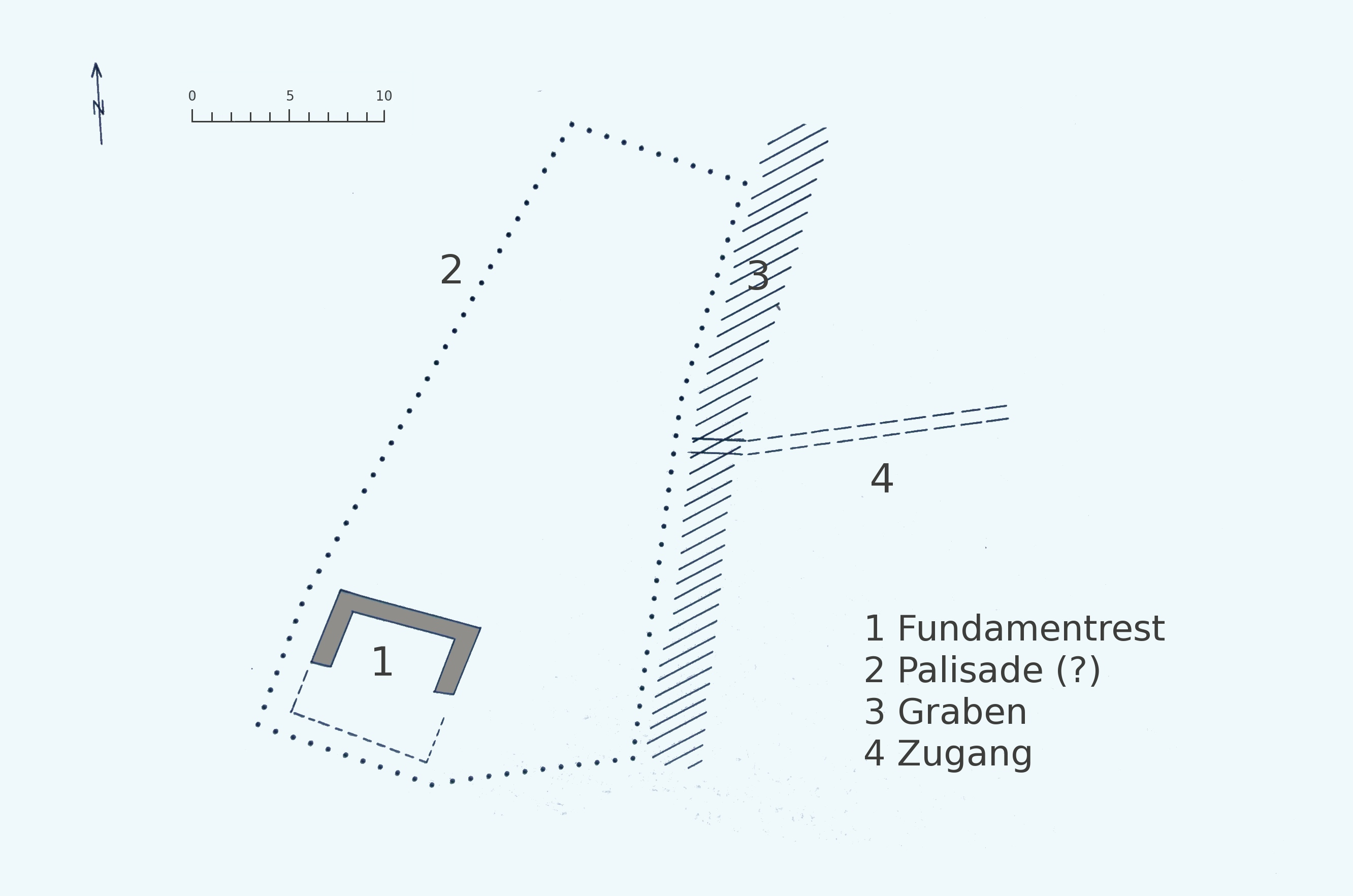
Situation im Frühmittelalter

Aus dem 7. oder 8. Jahrhundert stammen die Fundamente eines etwa 4 × 6 Meter messenden Gebäudes, das an der Südwestecke des Burghofes halb in den Boden gebaut war. Allfällige Reste weiterer Gebäude verschwanden beim späteren Burgenbau. Zudem hatte sich ein rund 1,5 Meter breiter Graben erhalten, der später abgetragen und mit Mauerschutt aufgefüllt wurde. Dieser Bauschutt führte dazu, dass der damit aufgefüllte Graben lange als Mauer interpretiert wurde. Denkbar ist zudem eine Holzpalisade, von der sich jedoch keine Reste nachweisen liessen.

### Hochmittelalter

#### Erste Bauphase im 11. Jahrhundert

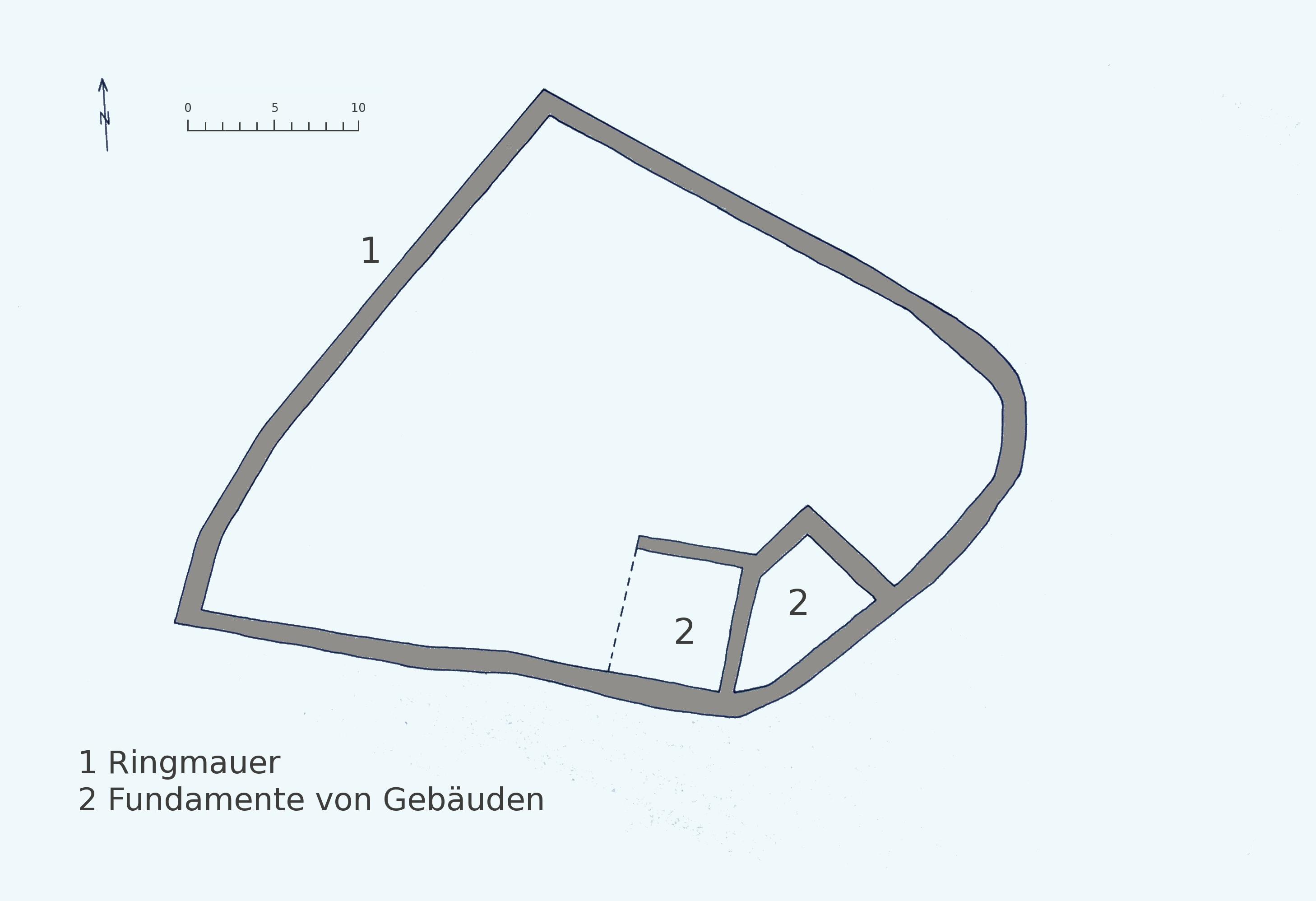
Situation im 11. Jahrhundert

Im Verlauf des 11. Jahrhunderts entstand eine erste steinerne Burganlage, umgeben von einer der Hügelkante folgenden Ringmauer. Frühere Gebäudereste wurden dabei überbaut. Über die Erbauer ist nichts bekannt. Da Küsnacht damals zur Reichsvogtei Küsnacht gehörte und damit den Grafen von Lenzburg unterstand, ist anzunehmen, dass die Wulp auf ihre Veranlassung hin erbaut wurde. Bewohnt wurde sie von Ministerialen der Lenzburger, die deren Interessen wahrzunehmen hatte.

#### Zweite Bauphase im 12. Jahrhundert

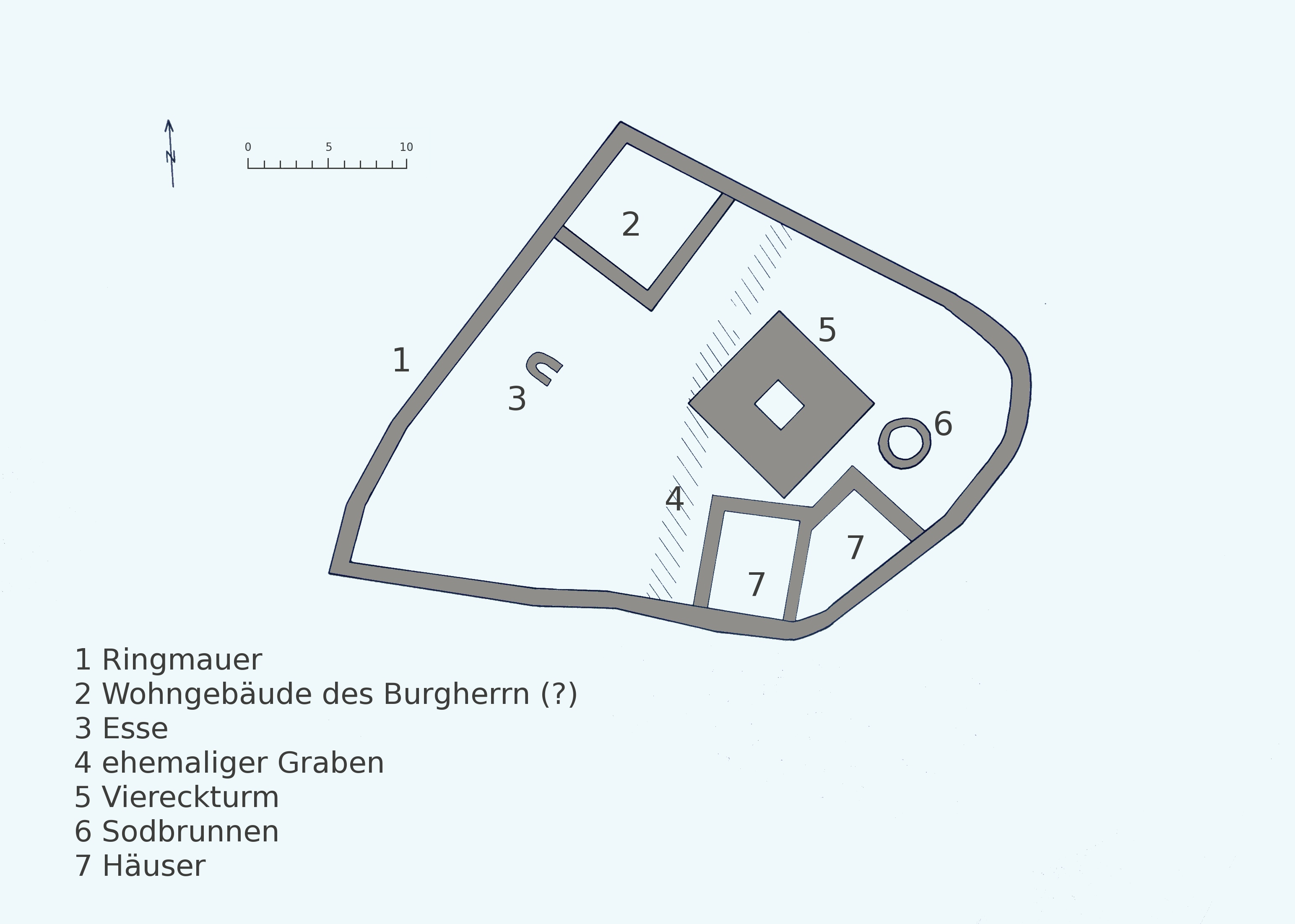
Situation vor 1250

Vermutlich aufgrund des erhöhten Ansehens der Bewohner und der damit gestiegenen Ansprüche wurde die Burg um 1100 umfassend um- bzw. neugebaut. Dafür wurde der westliche Burghof mit Mergelschutt ausgeebnet und in die Mitte baute man als Statussymbol den massiven Viereckturm. Ob weitere Gebäude errichtet wurden, ist unklar.
In der zweiten Hälfte des 12. Jahrhunderts wurde in der nordwestlichen Ecke ein geräumiges repräsentatives Gebäude erstellt, eventuell der neue Wohnsitz des Burgherrn. Funde von Ofenkacheln belegen, dass der Raum mit einem Ofen beheizbar war. Eine Ascheschicht deutet darauf hin, dass das Gebäude einem Brand zum Opfer fiel. Anschliessend wurde es nicht wieder aufgebaut. In der gleichen Zeit wurde im westlichen Burghof eine Esse für den Hufschmied eingerichtet. Weitere Gebäude sind denkbar, aber nicht nachgewiesen.

#### Dritte Bauphase im 13. Jahrhundert

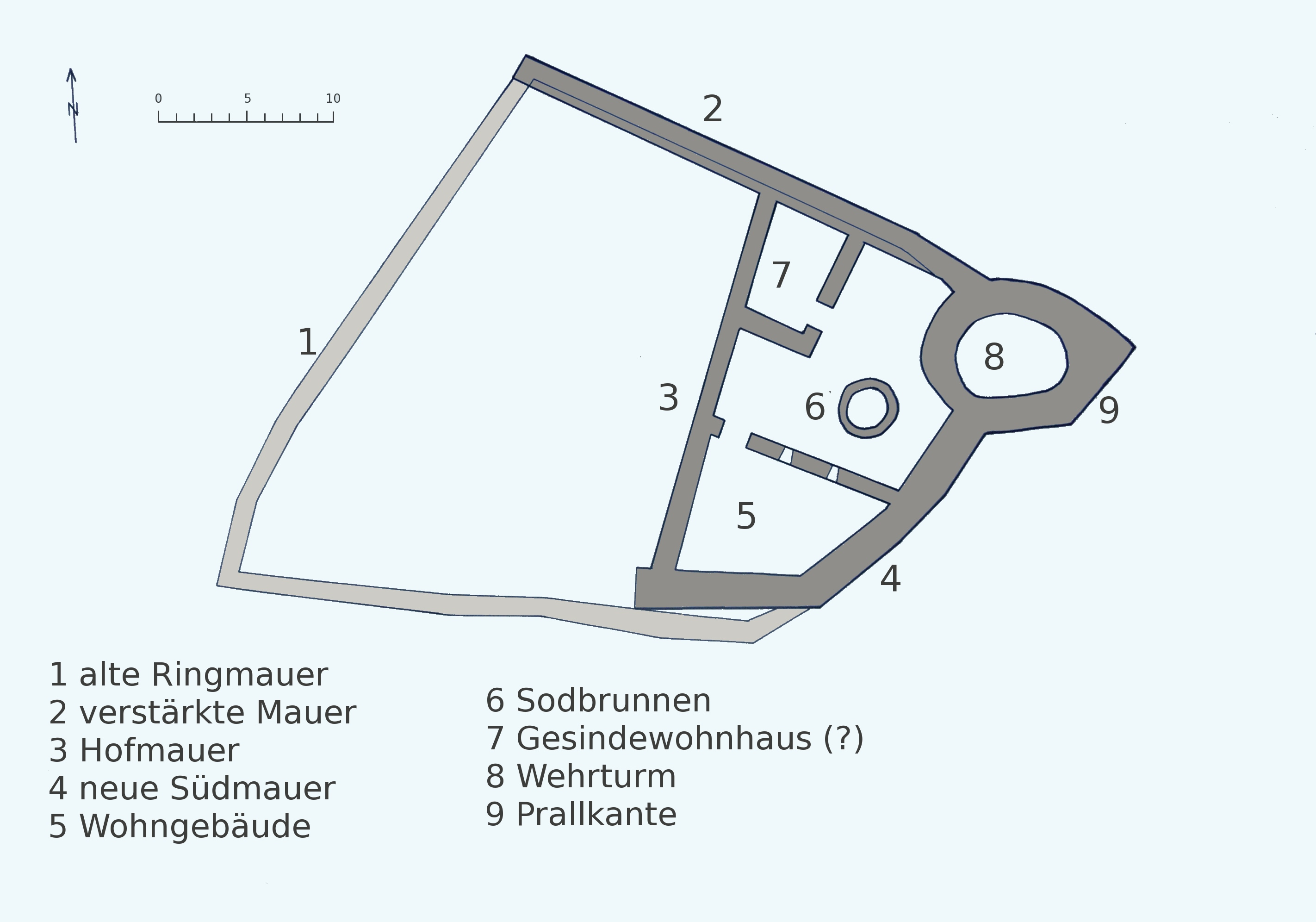
Situation um 1250

Nach dem Aussterben der Zähringer um 1218 und der Lenzburger 1173 erhielten die Freiherren von Regensberg Teile dieser Reichsvogtei, darunter das Gebiet am unteren rechten Zürichsee. So ist anzunehmen, dass die erneute Umgestaltung der Wulp mit diesem Besitzerwechsel in Zusammenhang steht. Der Wohnturm im Zentrum wurde abgebrochen, seine Steine wurde vor allem für den Bau neuer Umfassungsmauern verwendet, die im Nordosten und Süden von einem auf zwei Meter verstärkt wurde. An der Ostseite wurde zu Verteidigungszwecken der bereits erwähnte Turm mit tropfenförmigem Grundriss gebaut. Der Zugang zur inneren Burg wird in der neu erstellten Mauer über dem Turmstumpf vermutet.
Im Süden entstand ein grosses Gebäude für Wohnzwecke, nördlich davon ein weiteres, das als Gesindewohnhaus gedient haben könnte.

## Das Ende

### Aufgabe der Bautätigkeit
Namentlich die Verstärkung der nördlichen Ringmauer wurde nicht vollendet; auch anderes weist darauf hin, dass diese jüngste Bauphase gar nie vollendet wurde. Ein Grund dafür könnte gewesen sein, dass die in jener Zeit erfolgte Aufteilung der Familie der Regensberger in zwei Linien deren Stärke schwächte und nach 1270 nachweislich zu verschiedenen Veräusserungen von Rechten und Besitztümern führte. Somit wäre der Abbruch der Bauarbeiten auf der Wulp um 1260 mit finanziellen Schwierigkeiten der Regensberger zu erklären.

### Erstürmung durch die Zürcher 1267
Gemäss der Chronik von Hans Gloggner aus dem Jahr 1432 soll die Burg Wulp am 25. Mai 1267 durch die Zürcher unter der Führung von Graf Rudolf von Habsburg belagert und zerstört worden sein. In diesem Fall müsste eine Brandschicht alle älteren Kultur- und Schuttschichten überdecken und ihrerseits durch fundleere Schutt- und Humusschichten überdeckt sein. Nun wurden zwar Brandschichten gefunden, jedoch nicht in dieser Reihenfolge. Eine Brandschicht im westlichen Hof lag zuunterst und war mit einer Schicht aus der ersten Hälfte des 13. Jahrhunderts bedeckt, konnte also nicht die Brandschicht von 1267 gewesen sein. Notizen aus den Grabungen der 1960er-Jahre hielten fest, dass in der östlichen Burghälfte eine dünne Brandschicht gefunden wurde, die mit einer rund 60 Zentimetern starken Schuttschicht überdeckt gewesen war, zudem seien die Innenmauern rötlich gefärbt gewesen. Dieser jüngste Teil der Anlage könnte also einem Brand zum Opfer gefallen sein. Ob dies jedoch anlässlich der Belagerung von 1267 geschah, kann nicht mehr nachgewiesen werden. Ein Fehlen einer Brandschicht im westlichen Teil könnte darauf zurückzuführen sein, dass dort keine brennbaren Gebäude standen.

### Bodenfunde
Sämtliche in den 60 Jahren aufgefundenen Geschirr- und vor allem Ofenkeramikreste wurden alle vor der Mitte des 13. Jahrhunderts hergestellt. Keramik, die nach der Mitte des 13. Jahrhunderts bekannt wurde, insbesondere glasierte Ofenkeramik. wurde nicht gefunden. Sie kam erst nach 1280 auf und wäre auf einer Anlage dieser Grösse sicher verwendet worden. Darauf ist zu schliessen, dass die Burg Wulp nach der Zeit um 1250 und vor dem Aufkommen glasierter Keramik um 1280 nicht mehr bewohnt war.

### Die Wulp und die Regensberger Fehde
Der historische Nachweis für die Richtigkeit von Gloggners Erzählung fehlt; die beschriebenen Vorgänge dürften das Resultat von Ausschmückungen und Übertreibungen sein. Zu vermuten ist, dass die Zürcher den Regensbergern lediglich damit drohten, die Wulp zu zerstören, falls diese ihre Erweiterungspläne nicht fallen liessen. Politischer Druck einerseits und finanzielle Schwierigkeiten anderseits zwangen also die Regensberger dazu, ihr Bauvorhaben auf der Wulp einzustellen. Nicht auszuschliessen ist, dass die Burg aus Sicherheitsgründen von den Zürchern trotzdem noch zerstört worden ist. Wie auch immer: Die Burg Wulp wurde um 1270 verlassen und verfiel.

## Galerie

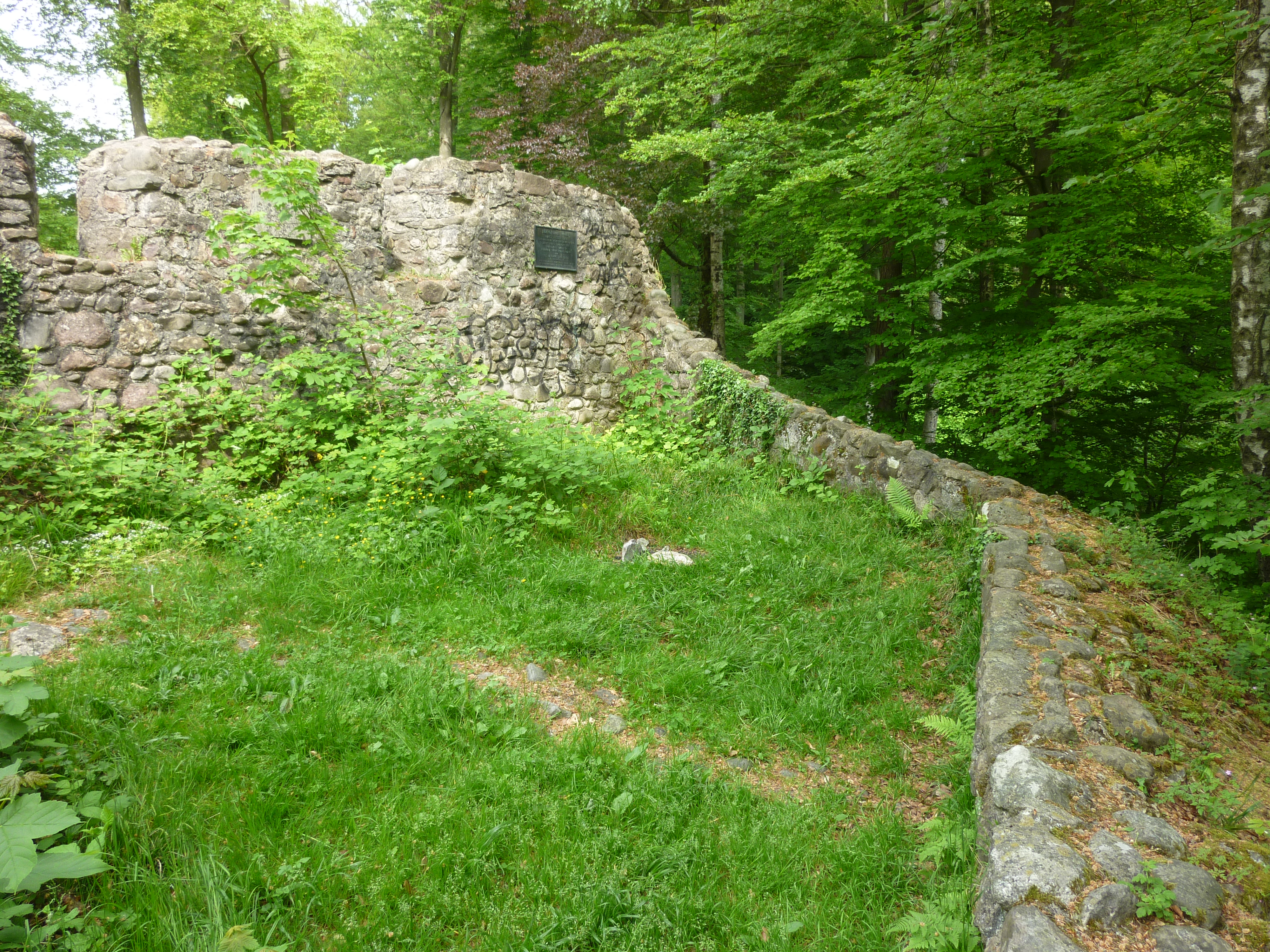
Wohngebäude im Süden
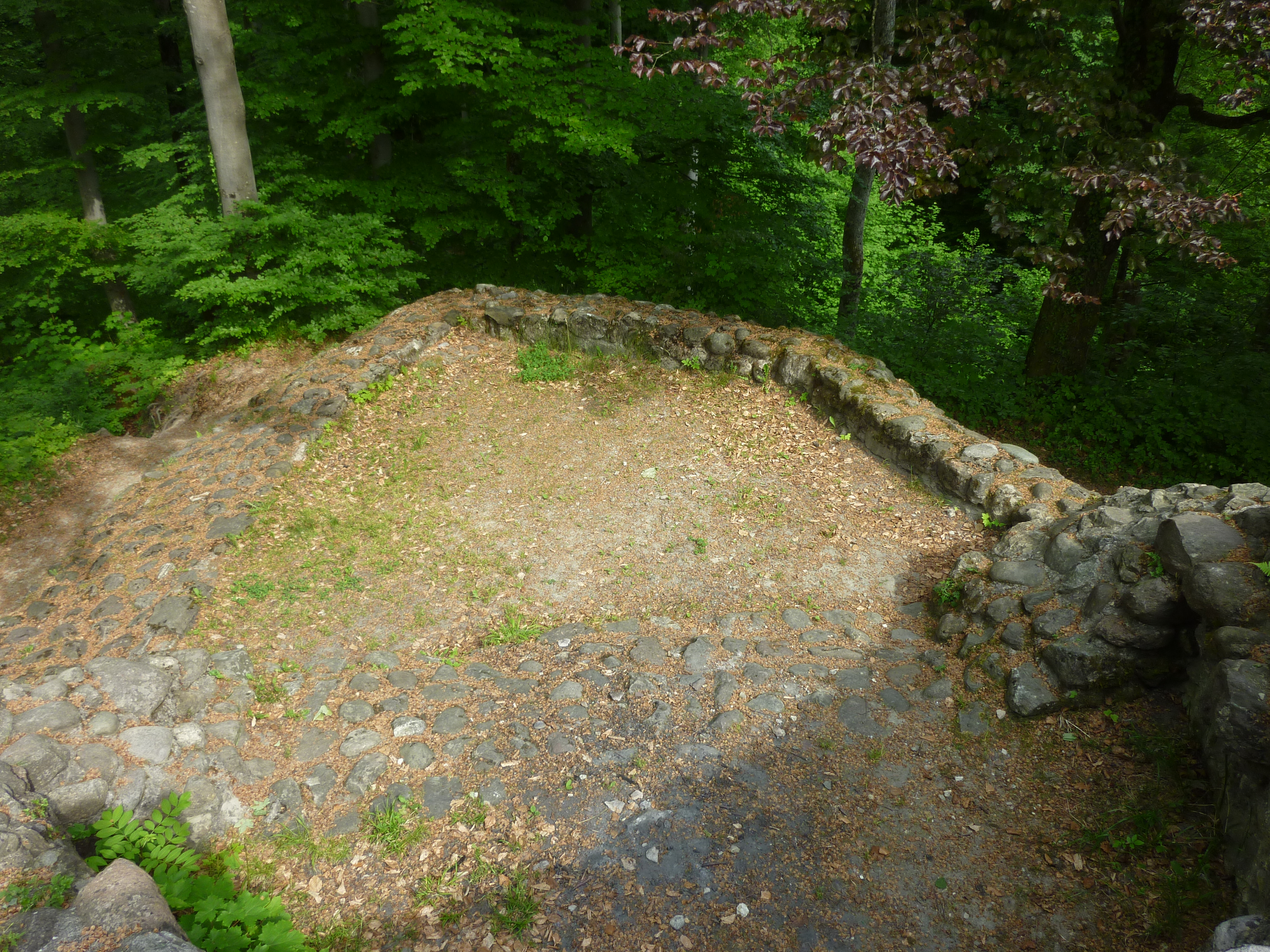
Wehrturm mit Prallkante rechts
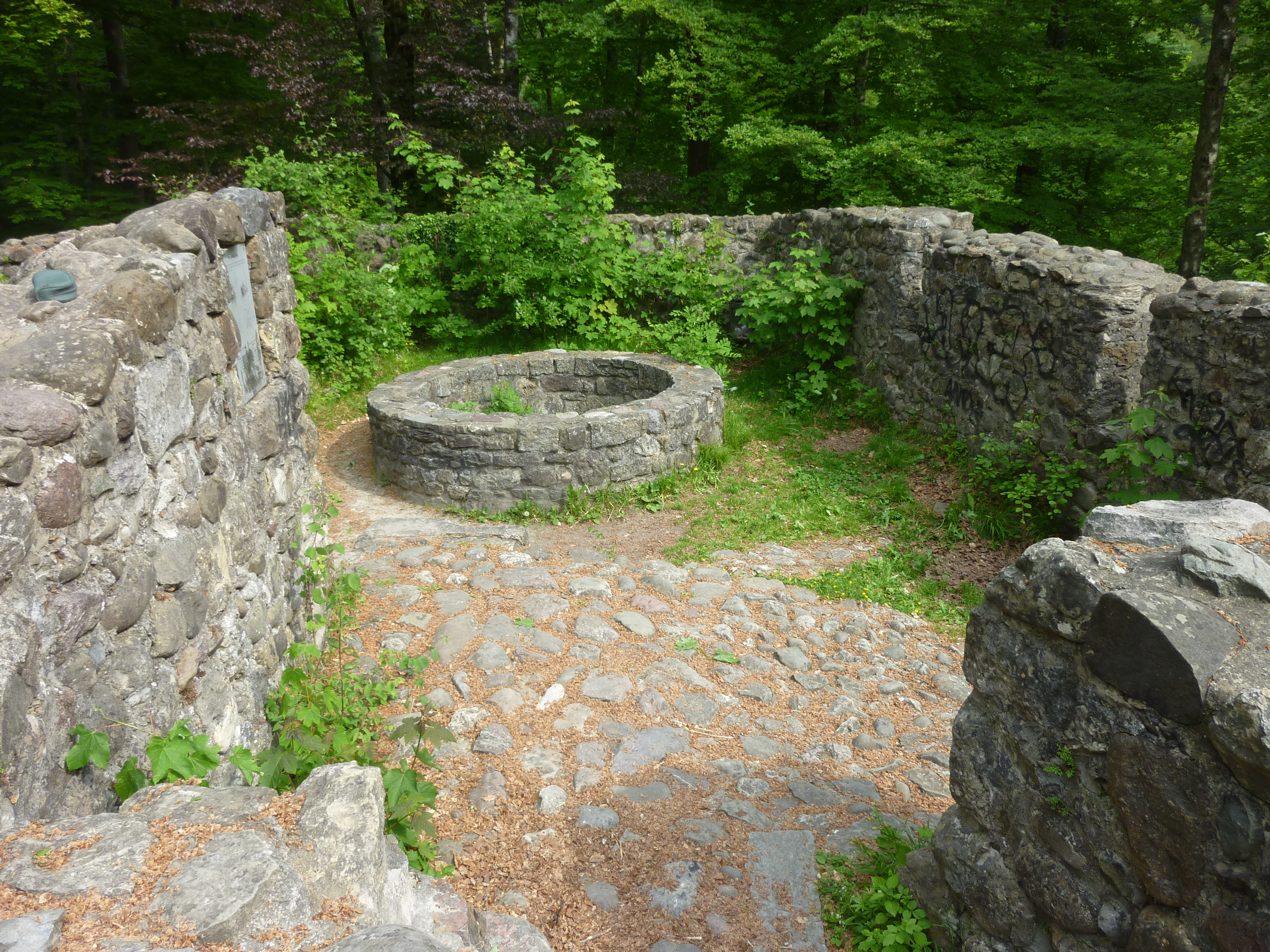
Zisterne, Blick nach Westen
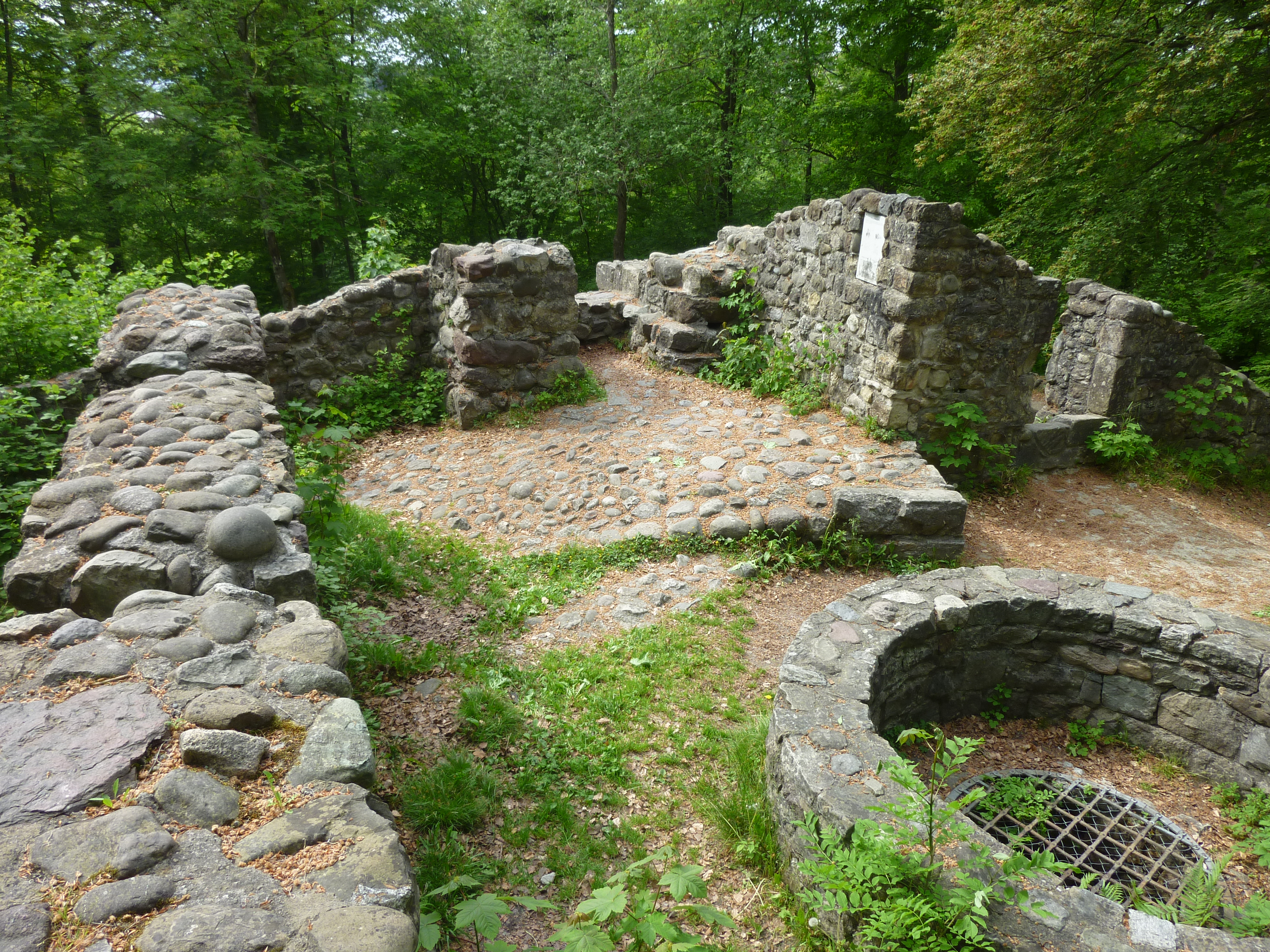
Blick in die Gebäude nach Westen